# Betton (Ille-et-Vilaine)
Betton település Franciaországban, Ille-et-Vilaine megyében. Lakosainak száma 12 775 fő (2022. január 1.). Betton Rennes, Saint-Sulpice-la-Forêt, Melesse, Chevaigné, Mouazé, Liffré, Thorigné-Fouillard, Cesson-Sévigné és Saint-Grégoire községekkel határos.

## Népesség
A település népességének változása:
| Lakosok száma | 2475 | 5907 | 7013 | 9103 | 10 608 | 10 879 | 11 735 | 12 265 | 12 637 | 12 775 |
|               | 1968 | 1982 | 1990 | 2006 | 2013   | 2015   | 2017   | 2019   | 2020   | 2022   |